# Edmond Neukomm
Pour les articles homonymes, voir Neukomm.
Edmond Neukomm (Rouen, 2 novembre 1840 - Saint-Agnan, 19 janvier 1903) est un écrivain français, qui fut aussi journaliste et musicographe.

## Biographie
Fils du compositeur Sigismond von Neukomm d'origine autrichienne, Edmond Neukomm débute très tôt à Paris, en devenant rédacteur en chef de L'Année musicale, en 1867, avec Paul Lacôme d'Estalenx (1838-1920), reprise de la revue lancée par Paul Scudo, et qui n'eut qu'un seul volume. Il entre après l'épisode de la Commune, au journal Le XIXe siècle.
Il fonde en novembre 1876 l’hebdomadaire littéraire Les Nouvelles de Paris ; puis, en février 1877, La Sentinelle, plus orienté vers la politique. 
Il produit à partir des années 1880 de nombreux essais d'histoire, en rapport avec l'Allemagne.
Il devient en 1895 directeur artistique de la revue Le Monde moderne.
Ses articles furent publiés entre autres dans L'Art musical, la Revue et gazette musicale de Paris et Le Ménestrel.
Il utilisa également les pseudonymes suivants : Montguilhem, Fridolin ou Hans Bendix.

## Ouvrages publiés
- Histoire du « Freischütz », tirée de la biographie de Charles Marie de Weber écrite par son fils, le baron Max Marie de Weber, Paris, Achille Faure, 1867.
- Les Prussiens devant Paris d'après des documents allemands, Paris, Librairie de la Société des gens de lettres, 1874 — sur Gallica.
- Les Étapes d'un bataillon scolaire, illustré par Detaille, Lix, de Monvel, et de Neuville, Paris, Charles Delagrave, 1884.
- Fêtes et spectacles du vieux Paris, Paris, E. Dentu, 1886 — sur Gallica.
- Mœurs et coutumes du bon vieux temps, Paris, Picard et Kaan, 1887 — sur Gallica.
- Guillaume II et ses soldats, Paris, E. Kolb, [1889] — sur Gallica.
- Histoire de la musique militaire, Paris, L. Baudoin, 1889.
- Berlin tel qu'il est, Paris, E. Kolb, 1890 — sur Gallica.
- Voyage au pays du déficit [La Nouvelle Italie], Paris, E. Kolb, 1890.
- L'Allemagne à toute vapeur, Paris, E. Kolb, 1891 — sur Gallica.
- Les Hohenzollern, avec Paul d'Estrée, Paris, Perrin, 1892.
- Les Dompteurs de la mer. Les Normands en Amérique depuis le Xe jusqu'au XVe siècle, Paris. J. Hetzel, 1895 — sur Gallica.
- Le Testament du Corsaire, aventures de terre et de mer avec Gaston Dujarric, Tours, A. Mame, 1896.
- Sadowa : d'après les carnets du prince royal de Prusse Frédéric III, préf. de Paul Gaulot, Paris, H. Gautier, 1897.
- « Un frère des deux Corneille », in: La Quinzaine, Paris, déc. 1897.